# كايتو تشيدا
كايتو تشيدا (باليابانية: 千田 海人) (مواليد 17 أكتوبر 1994)، هو لاعب كرة قدم كان يلعب كمدافع. انضم إلى نادي بلوبليتز أكيتا في دوري الدرجة الثالثة الياباني في عام 2017.

## وصلات خارجية
- كايتو تشيدا على موقع رابطة كرة القدم اليابانية للمحترفين (اليابانية)
- كايتو تشيدا على موقع قاعدة بيانات كرة القدم.إي يو (الإنجليزية)
- كايتو تشيدا على موقع Soccerway.com (الإنجليزية)
- كايتو تشيدا على موقع عالم كرة القدم.نت (الإنجليزية)